# Berlaimont
Berlaimont är en kommun i departementet Nord i regionen Hauts-de-France i norra Frankrike. Kommunen ligger i kantonen Berlaimont som tillhör arrondissementet Avesnes-sur-Helpe. År 2022 hade Berlaimont 3 169 invånare.

## Befolkningsutveckling
Antalet invånare i kommunen Berlaimont
| Referens: INSEE |